# Mandla Langa
Mandla Langa, född 1950 i Durban, är en sydafrikansk författare och journalist. Han tog en kandidatexamen i engelska och filosofi vid University of Fort Hare 1972, och var 1974-1976 ledare för South African Students' Organisation. På grund av sin kamp mot apartheidsystemet satt han fängslad en tid, och flydde sedan till Botswana, Lesotho, Zambia och slutligen Storbritannien. Under sin exil arbetade han som journalist och talskrivare, och fortsatte kampen mot apartheid. I början av 1990-talet var han representant för ANC i Storbritannien och Irland.